# Mongolenbussard
Der Mongolenbussard (Buteo hemilasius), auch Hochlandbussard genannt, ist ein Vertreter der Echten Bussarde (Gattung Buteo) aus der Familie der Habichtartigen (Accipitridae). Er ist im zentralasiatischen Hochland verbreitet.

## Beschreibung
Der Mongolenbussard ist 57 bis 67 Zentimeter lang und hat eine Spannweite von 143 bis 161 Zentimeter. Männchen sind ein Fünftel kleiner als Weibchen. Er sieht dem kleineren Adlerbussard sehr ähnlich und wurde früher als dessen Unterart angesehen. Er ist ebenso variabel in der Färbung des Gefieders, jedoch größer und weniger rotbraun gefärbt. Der Lauf (Tarsus) ist teilweise befiedert und mit kleineren Schuppen besetzt.

### Helle Morphe
Die helle Morphe ist auf der Oberseite graubraun mit braunen, länglichen Flecken. Der Kopf ist hell mit dünnen grauen Streifen. Der schmutzigweiße Schwanz hat zwei bis drei undeutliche, braune Querbinden am äußeren Ende. Die Unterseite ist ebenfalls weißlich, auf den Flanken und am Kropf braun gefleckt. Die Oberseite der Flügel ist einheitlich braun gefärbt, die Säume der Deckfedern sind etwas heller braun, die Unterseite der Flügel ist gelblich weiß und bis auf die braunen Felder an den Handgelenken und die breite dunkle Endbinde auf den Schwungfedern ungezeichnet. Die Iris ist hell gelblich.

### Dunkle Morphe
Die dunkle Morphe ist fast ganz schwarzbraun, die Unterseite ist einheitlich dunkel und ohne Zeichnung, einschließlich der Flügelunterseite. Hier sind die Schwungfedern auch dunkler und haben eine breite dunkle Endbinde, jedoch mit deutlich mehr dunkler Querbänderung bei der hellen Morphe. Der helle Schwanz ist ebenfalls durchgehend dunkel quer gebändert und hat eine breite Endbinde, die der hellen Morphe fehlt.

### Jungvögel
Jungvögel sind der hellen Morphe ähnlich, jedoch auf der gesamten Unterseite stärker längsgestreift. Der Schwanz ist bräunlicher und durchgehend dunkel quer gebändert. Die Iris ist bräunlich.

## Lebensraum
Der Mongolenbussard lebt in offenen Steppen, Wüsten und Gebirgen, meist in 1000 bis 4500 Metern Höhe, seltener ab 500 und bis in über 5000 Metern. Im Winter ist er gebietsweise auch auf Meereshöhe anzutreffen.

## Verbreitung
Das Brutgebiet im zentralasiatischen Hochgebirge erstreckt sich vom Osten des Tianshan und dem Altai, dem Osten und Westen der Mandschurei, dem Süden Tibets bis in den Himalaya.
Überwinterungsgebiet
Im Winter halten sich Mongolenbussarde auch in Korea, Nord- und Zentralchina, Nordindien und Turkestan und vereinzelt auch in Japan und im Südostiran auf.